# Матаді
Матаді (фр. Matadi) — головний морський порт Демократичної Республіки Конго і адміністративний центр провінції Центральне Конго (колишня провінція Нижнє Конго). Населення за оцінними даними на 2012 рік становить 306 053 людини.

## Географія
Місто розташоване на лівому березі річки Конго, за 148 кілометрів від гирла, на висоті 18 м над рівнем моря.
На річці Конго вгору за течією є ряд печер, відомих під назвою скелі Діогу Кана, названі так на честь написів на стінах, вирізаних цим португальським мореплавцем в 1485 році. Гора Камбієр і пороги Єлаба також розташовані біля міста.

### Клімат
Місто знаходиться у зоні, котра характеризується кліматом тропічних саван. Найтепліший місяць — березень із середньою температурою 29.4 °C (85 °F). Найхолодніший місяць — липень, із середньою температурою 23.9 °С (75 °F).
| Клімат Матаді           | Клімат Матаді | Клімат Матаді | Клімат Матаді | Клімат Матаді | Клімат Матаді | Клімат Матаді | Клімат Матаді | Клімат Матаді | Клімат Матаді | Клімат Матаді | Клімат Матаді | Клімат Матаді | Клімат Матаді |
| Показник                | Січ.          | Лют.          | Бер.          | Квіт.         | Трав.         | Черв.         | Лип.          | Серп.         | Вер.          | Жовт.         | Лист.         | Груд.         | Рік           |
| Абсолютний максимум, °C | 36            | 37            | 37            | 37            | 36            | 33            | 32            | 32            | 35            | 36            | 37            | 37            | 37            |
| Середній максимум, °C   | 32            | 33            | 34            | 33            | 32            | 30            | 28            | 28            | 30            | 32            | 32            | 32            | 31            |
| Середня температура, °C | 28            | 28            | 29            | 28            | 27            | 25            | 24            | 24            | 26            | 27            | 27            | 27            | 27            |
| Середній мінімум, °C    | 24            | 24            | 24            | 24            | 23            | 21            | 20            | 20            | 22            | 23            | 23            | 23            | 23            |
| Абсолютний мінімум, °C  | 22            | 22            | 22            | 22            | 21            | 17            | 17            | 17            | 20            | 21            | 22            | 21            | 17            |
| Норма опадів, мм        | 120           | 100           | 160           | 180           | 60            | 0             | 0             | 0             | 0             | 20            | 170           | 140           | 1010          |
| Днів з дощем            | 9             | 8             | 9             | 9             | 5             | 0             | 0             | 0             | 0             | 2             | 10            | 10            | 66            |
| Вологість повітря, %    | 74            | 73            | 74            | 77            | 77            | 75            | 73            | 71            | 71            | 73            | 78            | 76            | 74            |
| ----------------------- | ------------- | ------------- | ------------- | ------------- | ------------- | ------------- | ------------- | ------------- | ------------- | ------------- | ------------- | ------------- | ------------- |
| Джерело: Weatherbase    |               |               |               |               |               |               |               |               |               |               |               |               |               |

## Назва
Слово Матаді на мові кіконго означає «камінь». Місто побудоване на крутому схилі пагорба (місцеві жителі кажуть, що ті, хто живе в Матаді, не з чуток знають, що таке «йти вгору», «йти вниз» і «потіти»).

## Історія
Матаді був заснований в 1879 році Генрі Мортоном Стенлі. У роки Великої африканської війни в серпні 1998 року Матаді був захоплений в ході рейду Кабарере.

## Економіка і транспорт
Гирлі річки Конго — найширше в Африці. (Крім Матаді, там знаходяться ще три міста: Бома і Банана в Демократичній Республіці Конго та Сойо в Анголі). Матаді — головний порт країни, через нього протікає основний зовнішній вантажопотік країни. Вивозиться, в основному, кава і деревина. Державна рибальська компанія «Pemarza» через порт Матаді постачає столицю рибою. Неподалік знаходиться аеропорт Чімпі.
Міст Матаді — це підвісний міст довжиною 722 м (довжина основного прольоту становить 520 м), побудований в 1983 році через річку Конго на південь від міста Матаді. Через міст проходить основна дорога, що сполучає Кіншасу з узбережжям, ведуча далі до міст Бома, Банана і Моанда. Незважаючи на те, що міст будувався як спільний залізничний і автомобільний, сьогодні через нього немає залізничного сполучення. Залізниця з'єднує місто Мотаді з Кіншасою (366 км), але тут вона і закінчується, не проходячи далі, на узбережжі.
Електростанція на річці Мпозо забезпечує Матаді електроенергією.